# 群馬県道161号南新井前橋線
群馬県道161号南新井前橋線（ぐんまけんどう 161ごう みなみあらいまえばしせん）は、群馬県北群馬郡榛東村の陸上自衛隊相馬原駐屯地前から前橋市川端町に至る県道である。

## 概要
起点から前橋市高井町で群馬県道15号前橋伊香保線と交差するまでは2車線の幅であり交通量も多くはない。ただし、途中の清野町交差点は全線で交通量の多い群馬県道25号高崎渋川線の交差点で、右折レーンもないため交通がよく渋る。前橋市高井町から群馬県道15号前橋伊香保線と重用し、利根川を上毛大橋で渡って終点に至るまでは4車線で整備されており交通量も多い。
後半は吉岡バイパスとともに1999年（平成11年）に新規開通した区間であり、また前橋市周辺で特に開発が著しく進んでいる地域である。
また、バイパスの整備が進められており2021年（令和3年）3月22日に3期工区（北群馬郡榛東村新井の雛子交差点（高崎渋川線バイパス接続）から北群馬郡吉岡町陣場の陣場交差点（吉岡町道（旧 高崎渋川線）接続）まで）の延長940 mが、同年10月1日には2期工区（北群馬郡吉岡町陣場の陣場交差点（吉岡町道（旧 高崎渋川線）接続）から前橋市池端町の関越自動車道 駒寄スマートIC付近まで）の延長1.1 kmがそれぞれ開通した。前橋市池端町の関越自動車道 駒寄スマートIC付近より東側の区間においては2016年（平成28年）度までに開通しており、残りの北群馬郡榛東村新井の雛子交差点（高崎渋川線バイパス接続）からの西側の区間にあたる4期工区の延長2.5 kmは2026年（令和8年）度に開通予定である。
2017年（平成29年）に国道17号のバイパスである上武道路が開通する同時に、終点が延長され、現在は上武道路が終点となっている。

### 路線データ
- 起点：北群馬郡榛東村大字新井字南新井1020番の1[5]（陸上自衛隊相馬原駐屯地 正門前）
- 終点：前橋市川端町（国道17号上武道路交点）[注釈 1]

## 歴史
- 1959年（昭和34年）9月18日：群馬県より現・道路法に基づき、県道南新井前橋線（北群馬郡榛東村大字新井字南新井 - 前橋市総社町総社、整理番号155）が路線認定される[6]。
  - 同時に、前身路線にあたる県道南新井群馬総社停車場線（北群馬郡榛東村 - 前橋市総社町総社 群馬総社停車場、整理番号82）が路線廃止される[7]。

## 路線状況

### 主要構造物
- 上毛大橋（利根川、前橋市総社町桜が丘 - 前橋市川原町二丁目）

## 地理

### 通過する自治体
- 群馬県
  - 北群馬郡榛東村 - 前橋市 - 北群馬郡吉岡町 - 前橋市

### 交差する道路
- 群馬県道26号高崎安中渋川線 - 北群馬郡榛東村大字新井（新井交差点）
- 群馬県道25号高崎渋川線高崎渋川バイパス
- 群馬県道154号新井下室田線 - 北群馬郡榛東村大字新井（下新井交差点）
- 群馬県道25号高崎渋川線 - 前橋市清野町
- 群馬県道15号前橋伊香保線前橋市道大友西通線（産業道路） - 前橋市高井町1（高井町1交差点、次まで重複区間）
- 関越自動車道駒寄スマートインターチェンジ
- 群馬県道15号前橋伊香保線 - 北群馬郡吉岡町大久保（大松交差点）
- 国道17号現道
- 国道17号上武道路 - 終点